# Ausbildungs- und Forschungsinstitut der Vereinten Nationen
Das Ausbildungs- und Forschungsinstitut der Vereinten Nationen (englisch United Nations Institute for Training and Research, abgekürzt UNITAR; französisch Institut des Nations unies pour la formation et la recherche) ist ein 1963 gegründetes autonomes Institut der Vereinten Nationen. Sein Ziel ist es, die Effektivität der Vereinten Nationen durch Trainings- und Forschungstätigkeiten zu verstärken. Zielgruppen des Instituts sind UN-Delegierte und andere, die globale Normen, Strategien und Programme entwickeln, sowie die lokalen Akteure, die die globalen Entscheidungen in die Praxis umsetzen. Dabei liegt ein Hauptfokus auf der Aus- und Weiterbildung von Personen aus Entwicklungsländern. UNITAR führt jährlich fast 500 Trainings- und Forschungsaktivitäten durch. Das Institut wird treuhänderisch durch ein international besetztes Board of Trustees geleitet; an seiner Spitze steht ein Exekutivdirektor.
Sitz ist heute Genf (Schweiz) im Palais des Nations, die Bürogebäude der Organisation befinden sich jedoch außerhalb der Genfer Stadtgrenze im Ortsteil Châteleine der Gemeinde Vernier in der Maison Internationale de l’Environnement (Internationales Umwelthaus), weitere Büros befinden sich in Bonn, New York und Hiroshima.
Die Arbeitssprache ist überwiegend Englisch. Die Kommunikation mit Partnern sowie Ausbildungsveranstaltungen finden auch in anderen Sprachen statt.
- 15 angegliederte Trainingszentren weltweit (CIFAL Global Network; Stand 2018)[4]
- 100 Mitarbeiter (Stand 2016)[5]
- Gesamtbudget: 47,1 Mio. US-Dollar für 2016–2017 (Doppelhaushalt)[5]

## Tätigkeit
Das Institut organisiert Kurse, Seminare und Workshops als Aus- und Weiterbildungsmaßnahmen. Die Kurse werden entweder als Präsenzseminare oder zunehmend als Online-Kurse durchgeführt; 2016 wurden 28 % des Angebots per E-Learning abgewickelt. Die Mitarbeiter des Instituts selbst stellen allenfalls Materialien zusammen, als Dozenten werden externe Experten für die jeweiligen Themen engagiert. Bei den Veranstaltungen arbeitet das Institut zum Teil mit Partnern vor Ort zusammen, einige Kurse werden auch konkret auf Wunsch von Partnern organisiert.
Die Veranstaltungen richten sich vorwiegend an Regierungspersonal, UN-Delegierte, Diplomaten und lokale Akteure in Entwicklungsländern. Themenschwerpunkte sind vor allem Diplomatie und Frieden, Umweltrecht, Finanzmanagement und Verhandlungen, Entsorgung von chemischen Abfällen, Klimawandel und weitere Themen des Umweltschutzes.
Bis Ende 1998 hatten mehr als 36.000 Teilnehmer aus etwa 180 Staaten an Veranstaltungen des Ausbildungs- und Forschungsinstituts der Vereinten Nationen teilgenommen. Seither hat sich die Zahl noch einmal um mehrere Tausend Teilnehmer erhöht, da heute durch Online-Kurse ein größeres Publikum mit wenig Mehrkosten erreicht werden kann. Allein im Jahr 2014 organisierte das Institut fast 500 unterschiedliche (Präsenz- und Online-)Trainings- und Forschungsaktivitäten mit gesamthaft fast 36'000 Teilnehmern, Tendenz steigend.

UNOSAT-Logo

Das Institut führt zusammen mit dem Projektbüro des Entwicklungsprogramms der Vereinten Nationen das Programm UNOSAT (UNITAR Operational Satellite Applications Programme) durch. Dieses Satellitenbeobachtungsprogramm stellt Satellitenfotos für die Katastrophenhilfe bereit und wertet sie aus. Projektpartner sind ESA, CNES (Frankreich), CERN, das französische und norwegische Außenministerium sowie private Unternehmen wie zum Beispiel EUSI. UNOSAT ist bei CERN in Genf angesiedelt.

## Thematische Arbeitsbereiche
Die Arbeit von UNITAR gliedert sich in fünf Arbeitsbereiche:

### Stärkung von Multilateralismus
In einer zunehmend globalisierten Welt steigt die Wichtigkeit von multilateralem Dialog und Kooperationen. Es erfolgt Vermittlung von Wissen und Know-how zu Praktiken, Strategien und Prozeduren des multilateralen Arbeitsumfeldes und des Arbeitsfeldes innerhalb der Vereinten Nationen, sowie zu aktuellen Themen in Bezug auf Diplomatie.

### Förderung von ökonomischer Entwicklung und sozialer Inklusion
Um nachhaltig zu wachsen und um international entschiedene Ziele zu erreichen, müssen Entwicklungsländer die Auswirkungen von aktuellen und zukünftigen Herausforderungen ganzheitlich verstehen. Jedoch sind viele Länder zu wenig ausgerüstet, um intakte Entwicklungsstrategien zu entwickeln, umzusetzen und zu überwachen. UNITAR stärkt Länder in diesem Bereich durch verschiedenste Angebote.

### Förderung von Umweltverträglichkeit und grüner Entwicklung
Das Institut bietet Lösungen an, um Herausforderungen in Bezug auf die Umwelt zu überwinden und einen tiefen Kohleverbrauch zu fördern. Um ökologische Nachhaltigkeit zu fördern, arbeitet das Institut mit anderen Organisationen, Ländern und Partnern der Vereinten Nationen zusammen.

### Förderung von nachhaltigem Frieden
Die friedliche Lösung von Konflikten und die Erhaltung von internationalem Frieden und Sicherheit sind grundsätzliche Ziele, für die die Vereinten Nationen gegründet wurden. Hierzu gibt es das Peacemaking and Conflict Prevention (PMCP) Programme.
Für Friedensmissionen gibt es Angebote im Rahmen des Peacekeeping Training Programme.

### Forschung und technologische Anwendungen
Dieser Arbeitsbereich beinhaltet die Mehrheit der Forschungsaktivitäten des Instituts im Bereich der technologischen Anwendungen und Innovationen. UNITAR besitzt ein Zentrum zur Analyse von Satellitenbildern und -daten (UNOSAT), dieses ist am CERN stationiert. Zudem untersucht das Institut Schulungsmethoden und Tools, die den Zugang zu Informationen und Wissen vereinfachen.

## Geschichte
Ende 1962 ersuchte die Generalversammlung der Vereinten Nationen den Generalsekretär der Vereinten Nationen zu prüfen, ob die Schaffung eines Ausbildungs- und Forschungsinstituts der Vereinten Nationen wünschenswert und machbar sei.  Das Institut sollte durch freiwillige private und öffentliche Gelder finanziert werden (die Niederlande hatten bereits 1 Million Dollar zugesagt). Das Institut sollte Personal insbesondere aus Entwicklungsländern für Einsätze bei den Vereinten Nationen – sowohl für Verwaltungs- als auch operative Aufgaben, im Hauptquartier und bei Feldeinsätzen – sowie für nationale Aufgaben ausbilden und Forschung und Seminare über die Unternehmungen der Vereinten Nationen und spezialisierter Organisationen durchführen.
Am 11. Dezember 1963 verabschiedete die Generalversammlung darauf Resolution 1934 (XVIII), die den Generalsekretär zur Schaffung eines entsprechenden Ausbildungs- und Forschungsinstituts aufforderte. Zwei Jahre später bestätigte die Generalversammlung die Schaffung des Instituts, das mittlerweile mit seinem endgültigen englischen Namen bezeichnet wurde, und sprach sich dafür aus, dass das Institut noch in diesem Jahr seine Arbeit aufnehmen solle. Zugleich wurden weitere Geldgeber zu finanzieller Unterstützung aufgefordert und jährliche Berichte des Instituts-Geschäftsführers an die Generalversammlung erbeten.
Das Ausbildungs- und Forschungsinstituts der Vereinten Nationen wurde in der Tat 1965 gegründet und wuchs in den folgenden Jahrzehnten auf bis zu etwa 300 Mitarbeiter in den späten 80er oder frühen 90er Jahren an. In Genf wurde eine Außenstelle eröffnet.
Aufgrund von Effizienzproblemen und Schulden wurde das Institut gemäß der Resolution 47/227 der Generalversammlung vom 8. April 1993 umstrukturiert: Das bisherige Hauptquartier in New York wurde geschlossen, das New Yorker Gebäude zur Schuldentilgung veräußert und das Institut auf die bisherige Zweigstelle in Genf reduziert. Die dortige Leitung (1992–2007: Marcel Boisard) übernahm die Leitung des gesamten Instituts. Im gleichen Zug wurde die Forschungstätigkeit stark zurückgefahren und weitgehend auf Themen eingeschränkt, die direkt der Ausbildung dienen. Der Schwerpunkt liegt seither auf der Ausbildung.
In New York wurde bald wieder ein Büro eröffnet, das als Verbindungsbüro zur Hauptverwaltung der Vereinten Nationen dient und nur in stark begrenztem Umfang selbst Ausbildungsveranstaltungen anbietet – vor allem Einführungen in das UN-System für neue UN-Diplomaten in New York. 2001 wurde in Partnerschaft mit der Präfektur Hiroshima (Japan) ein Pilotprojekt begonnen, das 2003 zur Eröffnung eines Büros des Ausbildungs- und Forschungsinstituts in Hiroshima führte; das Büro organisiert Kurse im asiatischen und pazifischen Raum. Seit 2006 besteht eine weitere Niederlassung in Port Harcourt (Nigerdelta) in Nigeria, die sich weitgehend auf Seminare für die nigerianische Ölindustrie spezialisiert.
Seit der Umstrukturierung ist das Ausbildungs- und Forschungsinstitut sowohl in seiner Mitarbeiterzahl als auch in seinen Projekten gewachsen: Die Zahl der Ausbildungsveranstaltungen nahm von 1991 bis 2003 von etwa 40 auf etwa 150 zu. Zugleich nahm die Teilnehmerzahl, bei manchen Themenbereichen noch unterstützt durch die Möglichkeiten von Online-Kursen, von 1991 bis 2004 von etwa 2.000 auf 10.000 zu.
Anfang 2007 löste Carlos Lopes den bisherigen Geschäftsführer (Executive Director) Boisard an der Spitze der Organisation ab. Er verfolgt Pläne, neben dem derzeit bestehenden Trainingsangebot auch den Forschungsbereich wieder zu stärken.
Im September 2012 löste Sally Fegan-Wyles aus Irland Carlos Lopes als Geschäftsführer ab. Sie initiierte die Umstrukturierung der Arbeitsbereiche in die heutigen fünf Themenbereiche. Seit 2025 ist die Jamaikanerin Michelle Gyles-McDonnough Leiterin von UNITAR.